# Bruce Keech
Bruce Allen Keech (* 8. Oktober 1966 in Sydney) ist ein ehemaliger australischer Radrennfahrer.

## Sportliche Laufbahn
Keech war Straßenradsportler und auch im Bahnradsport aktiv. Er war Teilnehmer der Olympischen Sommerspiele 1988 in Seoul. Im olympischen Straßenrennen schied er aus. Der australische Vierer mit Stephen Fairless, Bruce Keech, Clayton Stevenson und Scott Steward belegte im Mannschaftszeitfahren den 9. Rang.
Bei den Commonwealth Games 1990 kam er im Einzelzeitfahren auf den 5. Rang. 1989 bestritt er mit der australischen Nationalmannschaft den Giro delle Regioni und weitere Etappenrennen in Europa. 
1988 kam er bei der nationalen Meisterschaft in der Einerverfolgung beim Sieg von Tony Davis auf den 3. Platz. 1989 wurde er Dritter der Meisterschaft im Zweier-Mannschaftsfahren mit Craig Chapman als Partner.